# Karel Nováček (dirigent)

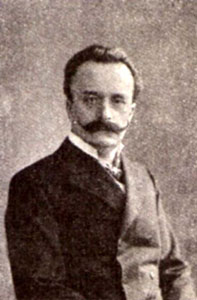
Karel Nováček

Karel Nováček (Bela Crkva, 12 juli 1864 – ?, 1929) was een Servisch cellist en militaire kapelmeester. Hij is de jongere broer van de componist, muziekpedagoog en kapelmeester Rudolf Nováček.
Evenals zijn broer kreeg ook Karel zijn eerste muzieklessen van zijn vader Martin Josef Nováček, die in Timișoara een muziekschool leidde. Hij was op negenjarige leeftijd cellist in het door zijn vader opgericht strijkkwartet, waarin ook zijn beide broers Rudolf en Ottokar Nováček meespeelden. Van 1890 tot 1893 was Karel Nováček kapelmeester van de Militaire muziekkapel van het Infanterie-Regiment nr. 61 in Petrovaradin, toen: Peterwardein, en daarna in de militaire muziekkapel van het 71e Infanterie-Regiment in Eger, toen: Erlau geheten. Vervolgens was hij tot zijn pensionering cellist bij de Koninklijke opera te Boedapest.